# Joe’s Menage
A Joe's Menage Frank Zappa posztumusz, 2008-as kiadású koncertalbuma. Az 1975. végén felvett koncert felvétele negyedik a "Joe’s" sorozatban, amelyikben Joe Travers Zappa raktárában talált ritkaságokból állít össze kiadásra lemezeket a Zappa Family Trust részére.

## A lemez számai
Mindegyik számot Frank Zappa írta és hangszerelte.
1. Honey, Don't You Want a Man Like Me?  3:57
2. The Illinois Enema Bandit  8:42
3. Carolina Hard-Core Ecstasy  6:02
4. Lonely Little Girl  2:46
5. Take Your Clothes Off When You Dance  2:10
6. What's The Ugliest Part of Your Body?  1:16
7. Chunga's Revenge  14:18
8. Zoot Allures  6:41

### A Vaulternative kiadványok
Frank Zappa lemezeinek és felvételeinek kiadási jogát Gail Zappa a férje kérésére kérésére a Rykodisc kiadónak adta el, azonban elégedetlen volt a lemezek terjesztésével és gondozásával. Többek között ezért is alapította meg 2002-ben a Vaulternative Records kiadót (Vault= raktár), amelynek célja Zappa teljes hoszsúságú koncertjeinek kiadása. Egyes interjúkban Gail Zappa olyan mennyiségű felvételről beszél, hogy akár évente ötöt-hatot is kiadhatnának, a tényleges kiadások ugyanakkor meglehetősen ritkák, közöttük hosszú évek telnek el, az egyes lemezek fülszövegeiben a "megtalált" szalagokról mint valami nem remélt ritkaságokról esik szó.
Az egyes kiadványok egységesen papírtokban jelennek meg, a hátoldalon annak az államnak a térképével, ahol a felvétel készült. Minden kiadványon az adott állam veszélyeztetett állat- és növényfajait felsoroló hosszú lista olvasható.
A Vaulternative Records gondozásában eddig megjelent lemezek: FZ:OZ (2002), Wazoo (2007), Buffalo (2007), Joe’s Menage (2008), Philly '76 (2009).

## A lemezről
A felvétel 1975. november elsején készült a virginiai Williamsburgban, a repertoár és a felállás is azonosnak mondható az 1976-os koncertet rögzítő FZ:OZ-zal, a különbség a lemezek hosszában van illetve abban, hogy a Joe's Menage-on hallható annak a Norma Jean Bell szaxofonos-énekesnek a játéka, aki csak '75 őszén egy rövid időre volt a turnécsapat tagja (egy szóló erejéig még hallható a Frank Zappa Plays The Music Of Frank Zappa (1996) című válogatáson).
A felvétel először 1978-ban bukkant fel, mikor Zappa egy Ole Lysgaard nevű rajongónak néhány magnókazettát adott, köztük ezt is. Lysgaard 2004-ben elküldte a felvételeket Gail Zappának, aki elhatározta hogy kiadja CD-n. Zappa eredeti szalagjai nem voltak fellelhetőek, de az arról készült mesterszalag, amiről a kazettamásolat készült, megvolt a Raktárban. A felvételt Joe Travers restaurálta majd John Polito maszterelte.
A lemezről a hivatalos Zappa-honlapon 2008 szeptemberében adott hírt először egy flash-animáció, de a tényleges megjelenésig sem a felvétel dátuma, sem az azon játszó zenészek, sem a CD programja nem volt kideríthető (ezek az információk a hivatalos honlapra jóval később kerültek fel). Sokakban megütközést keltett, hogy a lemez az FZ:OZ-hoz képest zeneileg (Norma Jean Bell jelenlétén és a szólók különbözőségén kívül) semmi újdonságot nem tartalmaz, illetve hogy (talán az "eredetiséget" hangsúlyozandó) a kiadványon a Zoot Allures közepén egy szalagcsere helyén egy pár másodperces szünet van (!!!).

## A közreműködők

### A zenészek
- Frank Zappa (gitár, ének)
- Norma Jean Bell (altszaxofon, ének)
- Napoleon Murphy Brock (tenorszaxofon, ének)
- Andre Lewis (billentyűs hangszerek, ének)
- Roy Estrada (basszusgitár, ének)
- Terry Bozzio (dobok, ének)

### A produkciós stáb
- Az eredeti felvétel és kazetta producere Frank Zappa
- CD-összeállítás és Raktárkezelés: Joe Travers
- A felvételt készítette: Davey Moire
- Maszterelés és audio-restauráció: John Polito
- Művészeti vezető: Gail Zappa
- Title layout: Keith Lawler
- Produkciós menedzser: Melanie Starks

## Külső hivatkozások
- Dalszövegek és információk – az Information Is Not Knowledge honlapon
- Joe's Menage – flash intro a hivatalos a zappa.com honlapon
- Norma Jean Bell adatlapja – a United Mutations honlapon